# Почётный донор Приднестровской Молдавской Республики
Почётный донор Приднестровской Молдавской Республики — нагрудный знак, учреждённый Президентом Приднестровской Молдавской Республики, выражающий признание государством благородного вклада гражданина в развитие добровольного и безвозмездного донорства крови и её компонентов в ПМР.

## Порядок вручения
Указом Президента Приднестровской Молдавской Республики утверждены Положение о нагрудном знаке «Почётный донор Приднестровской Молдавской Республики», а также его описание. Указ был подписан 3 мая 2007 года, но до сих пор ни одного нагрудного знака не изготовлено и не вручено.
1. Нагрудным знаком «Почётный донор Приднестровской Молдавской Республики» награждаются:
а) доноры, сорок и более раз сдавшие кровь;
б) лица, многократно сдавшие кровь для спасения жизни больных и пострадавших при защите Отечества, охране государственной границы и правопорядка, стихийных бедствиях и несчастных случаях.
2. Награждение нагрудным знаком «Почётный донор Приднестровской Молдавской Республики» производится по представлению Министерства здравоохранения и социальной защиты, медицинских служб Вооружённых Сил, Министерства внутренних дел, Министерства юстиции, Министерства государственной безопасности, а также республиканского Комитета Общества Красного Креста и другими общественными организациями в лице их республиканских органов.
3. Нагрудный знак «Почётный донор Приднестровской Молдавской Республики» носится на правой стороне груди и располагается ниже государственных наград Приднестровской Молдавской Республики.

## Льготы
Льготы для лиц, награждённых знаком «Почётный донор Приднестровской Молдавской Республики»:
- внеочередное лечение в государственных или муниципальных учреждениях здравоохранения;
- одноразовое бесплатное изготовлением или ремонт зубных протезов (кроме протезов из драгоценных металлов, фарфора и металлокерамики) в государственных или муниципальных учреждениях здравоохранения;
- льготное приобретение лекарств (со скидкой в размере 50 процентов их стоимости) по рецептам врачей согласно перечню и в порядке, установленном соответствующим исполнительным органом государственной власти;
- первоочередное приобретение по месту работы или учёбы льготных путёвок по медицинским показаниям в санатории, профилактории, отделения реабилитации учреждений здравоохранения;
- предоставление ежегодного оплачиваемого отпуска в удобное для них время года;
- бесплатный проезд всеми видами городского транспорта (кроме такси), автомобильным транспортом общего пользования в пределах административного района по месту жительства;
- 50-процентную скидку по оплате за наём жилой площади, услуг по техническому обслуживанию дома, коммунальных услуг;
- первоочередную установку телефона и 50-процентную скидку за пользование телефоном (кроме междугородных переговоров);
- первоочередное получение мест в домах-интернатах;
- повышение пенсий (по возрасту, инвалидности, за выслугу лет, по случаю потери кормильца, социальной) на 10 процентов минимального размера пенсии по возрасту.

Лица, постоянно проживающие на территории Приднестровской Молдавской Республики, награждённые знаком Почётный донор СССР или «Почётный донор МССР», пользуются всеми льготами, предоставленными лицам, награждённым знаком «Почётный донор Приднестровской Молдавской Республики».
Из-за нехватки средств в Республиканском бюджете, ежегодно часть льгот для «Почётных доноров» отменяется.

## Описание нагрудного знака «Почётный донор Приднестровской Молдавской Республики»
Нагрудный знак «Почётный донор Приднестровской Молдавской Республики» изготавливается из томпака под золото и имеет форму круга диаметром 30 мм.
На лицевой стороне знака в круге вписана выполненная красной эмалью пятиконечная звезда, между зубцами которой рельефное изображение лучей. В верхней части знака надпись: «ПМР».В центре звезды находится круг диаметром 13 мм, покрытый белой эмалью, в верхней части которого имеется изображение равностороннего Красного Креста, в нижней части — надпись «ПОЧЁТНЫЙ ДОНОР». Круг окантован снизу и с боков рельефным изображением лаврового листа.
Нагрудный знак при помощи ушка и кольца соединяется с фигурной колодочкой из томпака с отделкой под золото размером 20×17 мм, обтянутой муаровой лентой алого цвета.
На оборотной стороне колодочка имеет булавку для крепления знака к одежде.